# وفاء الحكيم
وفاء الحكيم (12 نوفمبر 1963) ممثلة مصرية.

## عن حياتها
- الوصف: ممثله، مؤلفه، محاضره، عضو لجنة تحكيم دولي في المهرجانات الفنية

المؤهل الدراسي:	- ليسانس آداب فلسفة – جامعة القاهرة سنة
- بكالوريوس المعهد العالى للفنون المسرحية في الإخراج والتمثيل
- تمهيدى ماجيستير بمعهد النقد الفنى العالى بأكاديمية الفنون

## أعمالها

### الأعمال الحالية
- معينة بوزارة الثقافة المصرية فنان أول
- مشرف فني لمسرح الغد منذ 1993
- بدأت العمل بالفن في المسرح الجامعي
- كان أول احتراف منذ السنة الأولى بالمعهد في فيلم «زمن حاتم زهران» وتلاه 6 أفلام من أكبر أفلام السينما المصرية
- 48 مسلسل تليفزيوني عربي
- حرث الدنيا
- 25 بطولة مسرحية
- المشاركة في المهرجانات
- كانت مسرحية «ذات الهمة» ضمن أول قافلة لمحاربة الإرهاب سنة 1999 بأسيوط
- موسم 97-98 مهرجان القاهرة للمسرح التجريبي، حصلت فيه على أحسن ممثلة مسرحية بالمشاركة في مسرحية «طقوس الإشارات والتحولات» إخراج حسن الوزير-*تأليف سعد الله ونوس في استفتاء لوكالة الجمهورية
- الحفاظ على البيئة بتونس العاصمة سنة 1998
- حضور مهرجان قرطاج 1999 بمسرحية «سفروتة في الغابة»
- عام 2000 كانت أول قافلة مسرحية بالجزائر لمحاربة الإرهاب وكانت مسرحية «ذات الهمة» و«أخبار أهرام جمهورية»
- سبتمبر 2001 كانت أول زيارة لقافلة مسرحية تكسر الحصار على جمهورية العراق بمسرحيتي «ذات الهمة» و«أخبار أهرام جمهورية»
- عام 2001 المشاركة في مهرجان المحبة بسوريا
- عام 2001 المشاركة في مهرجان الرباط
- عام 2001 المشاركة في افتتاح قاعة الموجار بالجزائر
- عام 2003 المشاركة في مهرجان «تنجات» بالجزائر
- عام 2003 تم التكريم في مهرجان المونودراما الأول بالفجيرة والشارقة
- عام 2004 المشاركة في مهرجان الرباط بمسرحية «بعد العشا»
- الإعداد والتأليف-تم تأليف مسرحية بعد العشا
- تم تاليف مسرحية (مونودراما) ريبورتاج
- إعداد أكثر من عمل للأطفال في السنوات الأولى لـART أطفال
- يتم عمل ديوانين للشعر بالعامية والفصحى وترجم إلى التركية
- مشاركة في عدة أمسيات شعرية لأغلب شعراء العرب أخرهم احتفالات معرض الكتاب 2004
- قامت بإلقاء محاضرات بقسم الدراما بجامعة حلوان عن «فن الارتجال»
- جمعية جسور للمبدعات العرب عن ورقة عمل «الممثل في أطر العمل غير التقليدية»
- برنامج في العلالي بقناة الأندلس
- شاركت في عدة برامج بالجماهيرية العربية الليبية
- يستعد التليفزيون المصري لعمل سلسلة من البرامج التسجيلية الخاصة بالأطفال من إنتاجها
- شاركت بعدة ورش للإنتاج الاعلامى بالمغرب وتونس ومصر
- قامت بالإشراف والتحكيم على المسرح المدرسى في جميع ادارات التعليمية بمصر

## روابط خارجية
- وفاء الحكيم على موقع الدهليز
- وفاء الحكيم على موقع قاعدة بيانات الأفلام العربية